# Liste des volcans d'Indonésie

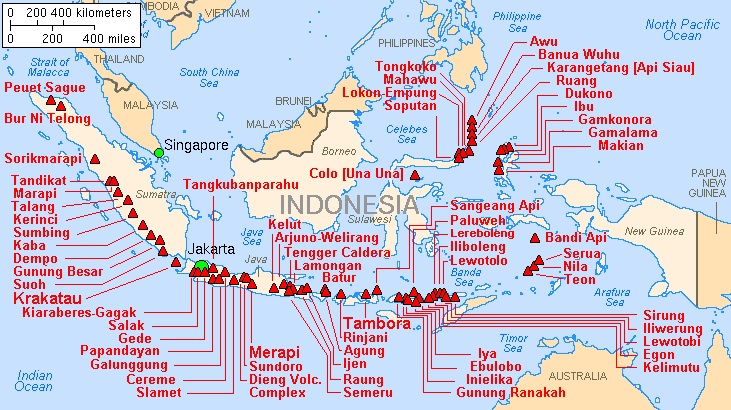
Carte d'Indonésie indiquant les principaux volcans entrés en éruption depuis 1900.

Cet article recense les volcans d'Indonésie. La géographie de l'Indonésie est dominée par les volcans formés par les zones de subduction entre les plaques eurasienne et australo-indienne. Les volcans d'Indonésie font partie de la ceinture de feu du Pacifique.

## Caractéristiques
L'Indonésie compte environ 500 volcans dont 126 actifs. Certains sont remarquables pour leurs éruptions, par exemple, le Krakatoa pour ses effets globaux en 1883, la caldeira du lac Toba pour son éruption supervolcanique survenue à 74 000 ans avant le présent, responsable de six années d’hiver volcanique, et le mont Tambora pour l’éruption la plus violente enregistrée en 1815. 
Les volcans d’Indonésie font partie de la ceinture alpine et de la ceinture de feu du Pacifique
La liste ci-dessous les regroupent en six groupes géographiques. Quatre d'entre eux regroupent des volcans de l'arc volcanique de la Sonde. Les deux autres groupes sont les volcans d'Halmahera, incluant les îles volcaniques voisines, et ceux du Sulawesi et des îles Sangihe ; ce dernier groupe forme un arc volcanique qui se prolonge avec les volcans des Philippines.
Les volcans les plus actifs sont le Kelud et le Merapi sur l'île de Java, et sont responsables de milliers de morts dans la région. Depuis l'an 1000, le Kelud est entré en éruption plus de 30 fois, la plus large éruption atteignant l'indice 5 sur l'indice d'explosivité volcanique, tandis que le Merapi est entré en éruption plus de 80 fois.

## Groupes géographiques

### Sumatra

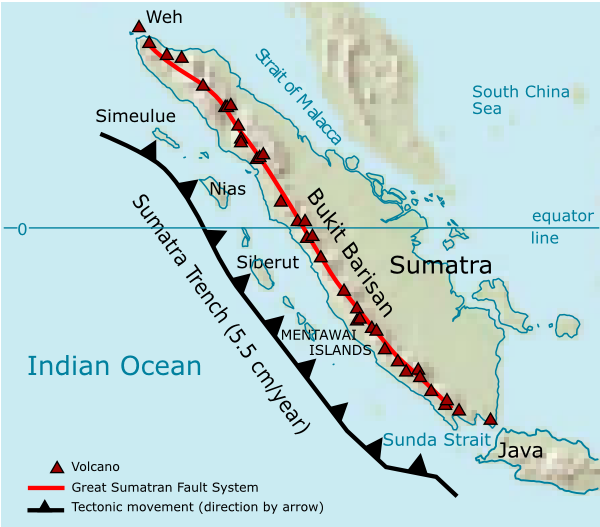
Carte indiquant la position des volcans et des lignes de failles de Sumatra.

La géographie de Sumatra est dominée par le Bukit Barisan, une chaîne de montagne s'étendant du nord au sud de l'île sur près de 1 700 km et formée par le mouvement de la plaque australienne. La plaque se déplace à la vitesse de convergence de 5,5 cm/an, provoquant de nombreux tremblements de terre (comme celui du 26 décembre 2004), et formant également des chambres magmatiques sous l'île.
La zone contient 35 volcans actifs, tous situés sur l'île de Sumatra à l'exception de Weh, séparé sur une île à part à l'extrémité nord-ouest. Cette séparation a été provoquée par une grande éruption qui a inondé les plaines entre Weh et Sumatra au Pléistocène. Le plus grand volcan est celui du lac Toba, créé lors de l'effondrement de sa caldeira il y a 74 000 ans. Le point culminant de la chaîne et de l'Indonésie est le Kerinci (3 805 m d'altitude).
| Nom               | Forme               | Altitude | Dernière éruption | Île     | Coordonnées          |
| ----------------- | ------------------- | -------- | ----------------- | ------- | -------------------- |
| Belirang-Beriti   | Composite           | +01 958, | ?                 | Sumatra | 2° 49′ S, 102° 11′ E |
| Besar             | Stratovolcan        | +01 899, | 1940              | Sumatra | 4° 26′ S, 103° 40′ E |
| Bukit Daun        | Stratovolcan        | +02 467, | ?                 | Sumatra | 3° 23′ S, 102° 22′ E |
| Bukit Lumut Balai | Stratovolcan        | +02 055, | ?                 | Sumatra | 4° 13′ S, 103° 37′ E |
| Dempo             | Stratovolcan        | +03 173, | Depuis 2024       | Sumatra | 4° 02′ S, 103° 08′ E |
| Geureudong        | Stratovolcan        | +02 617, | 1937              | Sumatra | 4° 46′ N, 96° 49′ E  |
| Helatoba-Tarutung | Champ de fumerolles | +01 100, | Pléistocène       | Sumatra | 2° 02′ N, 98° 56′ E  |
| Hulubelu          | Caldeira            | +01 040, | ?                 | Sumatra | 5° 21′ S, 104° 36′ E |
| Hutapanjang       | Stratovolcan        | +02 021, | ?                 | Sumatra | 2° 20′ S, 101° 36′ E |
| Imun              | Inconnu             | +01 505, | ?                 | Sumatra | 2° 09′ N, 98° 56′ E  |
| Kaba              | Stratovolcan        | +01 952, | 2000              | Sumatra | 3° 31′ S, 102° 37′ E |
| Kembar            | Volcan bouclier     | +02 245, | Pléistocène       | Sumatra | 3° 51′ N, 97° 40′ E  |
| Kerinci           | Stratovolcan        | +03 805, | 2023              | Sumatra | 1° 42′ S, 101° 16′ E |
| Kunyit            | Stratovolcan        | +02 151, | ?                 | Sumatra | 2° 16′ S, 101° 29′ E |
| Lubukraya         | Stratovolcan        | +01 862, | ?                 | Sumatra | 1° 29′ N, 99° 13′ E  |
| Marapi            | Volcan complexe     | +02 891, | Depuis 2023       | Sumatra | 0° 23′ S, 100° 28′ E |
| Patah             | Inconnu             | +02 817, | ?                 | Sumatra | 4° 16′ S, 103° 18′ E |
| Pendan            | Inconnu             | ?        | ?                 | Sumatra | 2° 49′ S, 102° 01′ E |
| Peuet Sague       | Volcan complexe     | +02 801, | 2000              | Sumatra | 4° 55′ N, 96° 20′ E  |
| Rajabasa          | Stratovolcan        | +01 281, | ?                 | Sumatra | 5° 47′ S, 105° 38′ E |
| Ranau             | Caldeira            | +01 881, | ?                 | Sumatra | 4° 50′ S, 103° 55′ E |
| Sarik-Gajah       | Cône volcanique     | ?        | ?                 | Sumatra | 0° 05′ N, 100° 12′ E |
| Sekincau Belirang | Caldeira            | +01 719, | ?                 | Sumatra | 5° 07′ S, 104° 19′ E |
| Seulawah Agam     | Stratovolcan        | +01 810, | 1839              | Sumatra | 5° 27′ N, 95° 39′ E  |
| Sibayak           | Stratovolcan        | +02 212, | 1881              | Sumatra | 3° 14′ N, 98° 31′ E  |
| Sibualbuali       | Stratovolcan        | +01 819, | ?                 | Sumatra | 1° 33′ N, 99° 15′ E  |
| Sinabung          | Stratovolcan        | +02 460, | 2021              | Sumatra | 3° 10′ N, 98° 24′ E  |
| Singgalang        | Stratovolcan        | +02 877, | ?                 | Sumatra | 0° 23′ S, 100° 19′ E |
| Sorikmarapi       | Stratovolcan        | +02 145, | 1986              | Sumatra | 0° 41′ N, 99° 32′ E  |
| Sumbing           | Stratovolcan        | +03 371, | 1730              | Sumatra | 2° 25′ S, 101° 44′ E |
| Suoh              | Caldeira            | +01 000, | 1933              | Sumatra | 5° 15′ S, 104° 16′ E |
| Talakmau          | Volcan complexe     | +02 919, | ?                 | Sumatra | 0° 05′ N, 99° 59′ E  |
| Talang            | Stratovolcan        | +02 597, | 2006              | Sumatra | 0° 59′ S, 100° 41′ E |
| Tandikat          | Stratovolcan        | +02 438, | 1924              | Sumatra | 0° 26′ S, 100° 19′ E |
| Toba              | Caldeira            | +02 157, | ?                 | Sumatra | 2° 35′ N, 98° 50′ E  |
| Weh               | Stratovolcan        | +00617,  | Pléistocène       | Weh     | 5° 49′ N, 95° 17′ E  |

### Détroit de la Sonde et Java

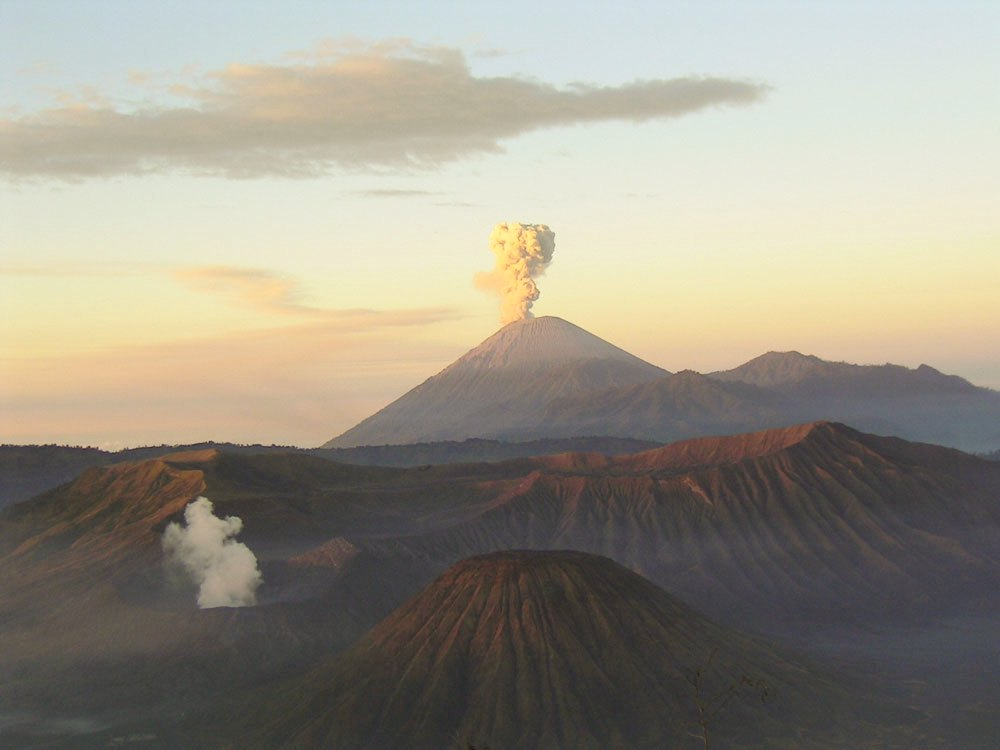
Le Semeru, derrière le Bromo, est de Java.

Le détroit de la Sonde sépare Sumatra et Java, l'île volcanique de Krakatoa se trouvant entre les deux.
Java est une île plus petite que Sumatra, mais sa concentration en volcans actifs est plus importante. Elle compte 45 volcans, sans compter les 20 cratères et cônes volcaniques du complexe volcanique de Dieng.
| Nom               | Forme           | Altitude | Dernière éruption | Îles     | Coordonnées          |
| ----------------- | --------------- | -------- | ----------------- | -------- | -------------------- |
| Arjuno-Welirang   | Stratovolcan    | +03 339, | 1952              | Java     | 7° 44′ S, 112° 35′ E |
| Baluran           | Stratovolcan    | +01 247, | ?                 | Java     | 7° 51′ S, 114° 22′ E |
| Ciremai ou Cereme | Stratovolcan    | +03 078, | ?                 | Java     | 6° 54′ S, 108° 24′ E |
| Dieng             | Volcan complexe | +02 565, | 2017              | Java     | 7° 12′ S, 109° 55′ E |
| Galunggung        | Stratovolcan    | +02 168, | 1984              | Java     | 7° 15′ S, 108° 03′ E |
| Mont Gede         | Stratovolcan    | +02 958, | 1957              | Java     | 6° 47′ S, 106° 59′ E |
| Guntur            | Volcan complexe | +02 249, | 1847              | Java     | 7° 09′ S, 107° 50′ E |
| Ijen              | Stratovolcan    | +02 799, | 2002              | Java     | 8° 03′ S, 114° 15′ E |
| Iyang-Argapura    | Volcan complexe | +03 088, | ?                 | Java     | 7° 58′ S, 113° 34′ E |
| Kamojang          | Stratovolcan    | +01 730, | Pléistocène       | Java     | 7° 08′ S, 107° 48′ E |
| Karaha            | Fumerolle       | +01 155, | ?                 | Java     | 7° 07′ S, 108° 05′ E |
| Karang            | Stratovolcan    | +01 778, | ?                 | Java     | 6° 16′ S, 106° 03′ E |
| Kawi-Butak        | Stratovolcan    | +02 651, | ?                 | Java     | 7° 55′ S, 112° 27′ E |
| Kelud             | Stratovolcan    | +01 731, | 2014              | Java     | 7° 56′ S, 112° 18′ E |
| Kendang           | Stratovolcan    | +02 608, | ?                 | Java     | 7° 14′ S, 107° 43′ E |
| Kiaraberes-Gagak  | Stratovolcan    | +01 511, | 1939              | Java     | 6° 44′ S, 106° 39′ E |
| Krakatoa          | Caldeira        | +00813,  | 2023              | Krakatoa | 6° 06′ S, 105° 25′ E |
| Lamongan          | Stratovolcan    | +01 651, | 1898              | Java     | 7° 59′ S, 113° 21′ E |
| Lawu              | Stratovolcan    | +03 265, | 1885              | Java     | 7° 38′ S, 111° 12′ E |
| Lurus             | Volcan complexe | +00539,  | ?                 | Java     | 7° 44′ S, 113° 35′ E |
| Malabar           | Stratovolcan    | +02 343, | ?                 | Java     | 7° 08′ S, 107° 39′ E |
| Malang Plain      | Maar            | +00680,  | ?                 | Java     | 8° 01′ S, 112° 41′ E |
| Merapi            | Stratovolcan    | +02 968, | Depuis 2020       | Java     | 7° 33′ S, 110° 27′ E |
| Merbabu           | Stratovolcan    | +03 145, | 1797              | Java     | 7° 27′ S, 110° 26′ E |
| Muria             | Stratovolcan    | +01 625, | -160 ± 30 ans     | Java     | 6° 37′ S, 110° 53′ E |
| Papandayan        | Stratovolcan    | +02 665, | 2002              | Java     | 7° 19′ S, 107° 44′ E |
| Patuha            | Stratovolcan    | +02 434, | ?                 | Java     | 7° 10′ S, 107° 24′ E |
| Penanggungan      | Stratovolcan    | +01 653, | ?                 | Java     | 7° 37′ S, 112° 38′ E |
| Perbakti          | Stratovolcan    | +01 699, | ?                 | Java     | 6° 45′ S, 106° 42′ E |
| Pulosari          | Stratovolcan    | +01 346, | ?                 | Java     | 6° 21′ S, 105° 58′ E |
| Raung             | Stratovolcan    | +03 332, | 2022              | Java     | 8° 08′ S, 114° 03′ E |
| Salak             | Stratovolcan    | +02 211, | 1938              | Java     | 6° 43′ S, 106° 44′ E |
| Semeru            | Stratovolcan    | +03 676, | Depuis 2017       | Java     | 8° 06′ S, 112° 55′ E |
| Slamet            | Stratovolcan    | +03 428, | 2014              | Java     | 7° 15′ S, 109° 12′ E |
| Sumbing           | Stratovolcan    | +03 371, | 1730              | Java     | 7° 23′ S, 110° 04′ E |
| Sundoro           | Stratovolcan    | +03 136, | 1971              | Java     | 7° 18′ S, 109° 59′ E |
| Talagabodas       | Stratovolcan    | +02 201, | ?                 | Java     | 7° 12′ S, 108° 04′ E |
| Tampomas          | Stratovolcan    | +01 684, | ?                 | Java     | 6° 46′ S, 107° 57′ E |
| Tangkuban Parahu  | Stratovolcan    | +02 084, | 2019              | Java     | 6° 46′ S, 107° 36′ E |
| Telomoyo          | Stratovolcan    | +01 894, | ?                 | Java     | 7° 22′ S, 110° 24′ E |
| Tengger           | Stratovolcan    | +02 329, | 2023              | Java     | 7° 57′ S, 112° 57′ E |
| Ungaran           | Stratovolcan    | +02 050, | ?                 | Java     | 7° 11′ S, 110° 20′ E |
| Wayang-Windu      | Dôme de lave    | +02 182, | ?                 | Java     | 7° 12′ S, 107° 38′ E |
| Wilis             | Stratovolcan    | +02 563, | ?                 | Java     | 7° 48′ S, 111° 45′ E |

### Petites îles de la Sonde

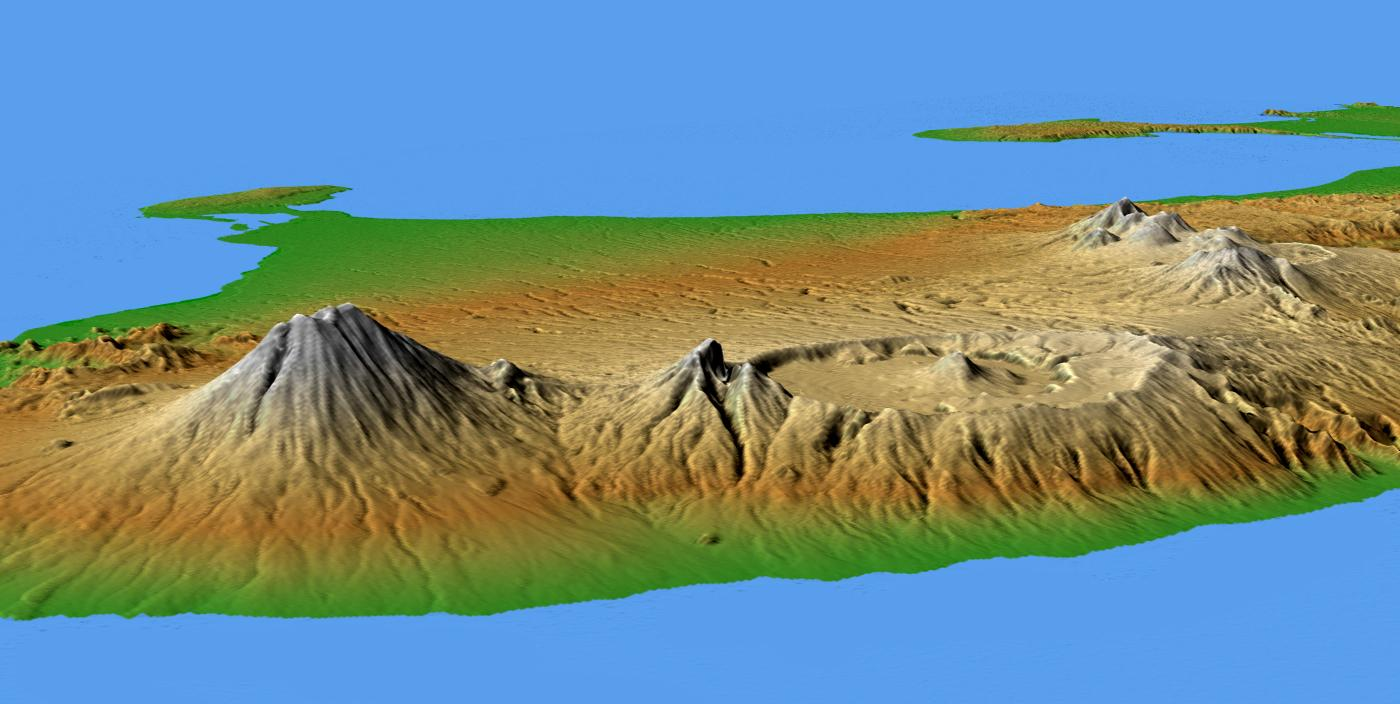
Modèle numérique de terrain vu en perspective d'une partie de Bali avec l'Agung à gauche et le Batur à droite.

Les petites îles de la Sonde forment un petit archipel qui inclut, d'ouest en est, Bali, Lombok, Sumbawa, Florès, Sumba et Timor (pour ne citer que les plus grandes) ; toutes ces îles sont situées au nord du plateau continental australien.
| Nom          | Forme             | Altitude (m) | Dernière éruption | Île       | Coordonnées          |
| ------------ | ----------------- | ------------ | ----------------- | --------- | -------------------- |
| Agung        | Stratovolcan      | +03 142,     | 2019              | Bali      | 8° 21′ S, 115° 30′ E |
| Batu Tara    | Stratovolcan      | +00748,      | 2015              | Batu Tara | 7° 48′ S, 123° 35′ E |
| Batur        | Caldeira          | +01 717,     | 2000              | Bali      | 8° 15′ S, 115° 23′ E |
| Bratan       | Caldeira          | +02 276,     | ?                 | Bali      | 8° 17′ S, 115° 08′ E |
| Ebulobo      | Stratovolcan      | +02 124,     | 1969              | Florès    | 8° 49′ S, 121° 11′ E |
| Egon         | Stratovolcan      | +01 703,     | 2008              | Florès    | 8° 40′ S, 122° 27′ E |
| Iliboleng    | Stratovolcan      | +01 659,     | 1993              | Adonara   | 8° 21′ S, 123° 15′ E |
| Ililabalekan | Stratovolcan      | +01 018,     | ?                 | Lembata   | 8° 33′ S, 123° 23′ E |
| Ilimuda      | Stratovolcan      | +01 100,     | ?                 | Florès    | 8° 29′ S, 122° 40′ E |
| Iliwerung    | Volcan complexe   | +01 018,     | 1999              | Lembata   | 8° 32′ S, 123° 34′ E |
| Inielika     | Volcan complexe   | +01 559,     | 2001              | Florès    | 8° 44′ S, 120° 59′ E |
| Inierie      | Stratovolcan      | +02 245,     | -8050             | Florès    | 8° 53′ S, 120° 57′ E |
| Iya          | Stratovolcan      | +00637,      | 1969              | Florès    | 8° 54′ S, 121° 39′ E |
| Kelimutu     | Volcan complexe   | +01 639,     | 1968              | Florès    | 8° 46′ S, 121° 49′ E |
| Leroboleng   | Volcan complexe   | +01 117,     | 2003              | Florès    | 8° 21′ S, 122° 51′ E |
| Lewotobi     | Stratovolcan      | +01 703,     | Depuis 2023       | Florès    | 8° 33′ S, 122° 47′ E |
| Lewotolo     | Stratovolcan      | +01 423,     | Depuis 2020       | Lembata   | 8° 16′ S, 123° 30′ E |
| Merbuk       |                   | +01 395,     | inconnu           | Bali      | 8° 13′ S, 114° 39′ E |
| Ndete Napu   | Fumerolle         | +00750,      | ?                 | Florès    | 8° 43′ S, 121° 47′ E |
| Patas        |                   | +01 390,     | inconnu           | Bali      | 8° 15′ S, 114° 48′ E |
| Rokatenda    | Stratovolcan      | +00875,      | 2014              | Palu'e    | 8° 19′ S, 121° 42′ E |
| Poco Leok    | ?                 | +01 675,     | ?                 | Florès    | 8° 41′ S, 120° 29′ E |
| Ranakah      | Dôme de lave      | +02 350,     | 1991              | Florès    | 8° 37′ S, 120° 31′ E |
| Riang Kotang | Fumerolle         | +00200,      | ?                 | Florès    | 8° 18′ S, 122° 54′ E |
| Rinjani      | Stratovolcan      | +03 726,     | 2016              | Lombok    | 8° 25′ S, 116° 28′ E |
| Sangeang Api | Volcan complexe   | +01 949,     | 2022              | Sangeang  | 8° 12′ S, 119° 04′ E |
| Sirung       | Volcan complexe   | +00862,      | 2015              | Pantar    | 8° 30′ S, 124° 08′ E |
| Sukaria      | Caldeira          | +01 500,     | ?                 | Florès    | 8° 48′ S, 121° 46′ E |
| Tambora      | Stratovolcan      | +02 850,     | 1967 ± 20 ans     | Sumbawa   | 8° 15′ S, 118° 00′ E |
| Wai Sano     | Caldeira          | +00903,      | ?                 | Florès    | 8° 43′ S, 120° 01′ E |
| Yersey       | Volcan sous-marin | −03 800,     | ?                 | -         | 7° 32′ S, 123° 57′ E |

### Mer de Banda
La mer de Banda, au sud de l'archipel des Moluques, inclut un petit groupe d'île. Trois plaques tectoniques (eurasienne, pacifique et indo-australienne) convergent sous la mer de Banda depuis le Mésozoïque.
| Nom               | Forme             | Altitude (m) | Dernière éruption | Île             | Coordonnées          |
| ----------------- | ----------------- | ------------ | ----------------- | --------------- | -------------------- |
| Banda Api         | Caldeira          | +00640,      | 1988              | Banda Api       | 4° 32′ S, 129° 52′ E |
| Empereur de Chine | Volcan sous-marin | −02 850,     | ?                 | -               | 6° 37′ S, 124° 13′ E |
| Gunungapi Wetar   | Stratovolcan      | +00282,      | 1699              | Gunungapi Wetar | 6° 39′ S, 126° 39′ E |
| Manuk             | Stratovolcan      | +00282,      | ?                 | Manuk           | 5° 32′ S, 130° 18′ E |
| Nieuwerkerk       | Volcan sous-marin | −02 285,     | ?                 | -               | 6° 36′ S, 124° 40′ E |
| Nila              | Stratovolcan      | +00781,      | 1968              | Nila            | 6° 44′ S, 129° 30′ E |
| Mont Serua        | Stratovolcan      | +00641,      | 1921              | Pulau serua     | 6° 18′ S, 130° 00′ E |
| Teon              | Stratovolcan      | +00655,      | 1904              | Teon            | 6° 55′ S, 129° 08′ E |
| Wurlali           | Stratovolcan      | +00868,      | 1892              | Wurlali         | 7° 08′ S, 128° 41′ E |

### Sulawesi et îles Sangihe
Le Sulawesi est constitué de quatre péninsules. La partie centrale est une zone montagneuse, mais essentiellement non-volcanique. Les volcans actifs sont situés sur la péninsule du nord et continuent au nord sur les îles Sangihe.
| Nom             | Forme             | Altitude (m) | Dernière éruption | Île      | Coordonnées          |
| --------------- | ----------------- | ------------ | ----------------- | -------- | -------------------- |
| Ambang          | Volcan complexe   | +01 795,     | 1845 ± 5 ans      | Sulawesi | 0° 45′ N, 124° 25′ E |
| Awu             | Stratovolcan      | +01 320,     | 2004              | Sangir   | 3° 40′ N, 125° 30′ E |
| Banua wuhu      | Volcan sous-marin | −0 0005,     | 1919              | -        | 3° 08′ N, 125° 29′ E |
| Colo            | Stratovolcan      | +00507,      | 1983              | Una-Una  | 0° 10′ S, 121° 36′ E |
| Karangetang     | Stratovolcan      | +01 784,     | 2023              | Siau     | 2° 47′ N, 125° 24′ E |
| Klabat          | Stratovolcan      | +01 995,     | ?                 | Sulawesi | 1° 28′ N, 125° 02′ E |
| Lokon-Empung    | Stratovolcan      | +01 580,     | 2015              | Sulawesi | 1° 21′ N, 124° 48′ E |
| Mahawu          | Stratovolcan      | +01 324,     | 1977              | Sulawesi | 1° 21′ N, 124° 51′ E |
| Ruang           | Stratovolcan      | +00725,      | Depuis 2024       | Ruang    | 2° 18′ N, 125° 22′ E |
| Sempu           | Caldeira          | +01 549,     | ?                 | Sulawesi | 1° 08′ N, 124° 45′ E |
| Soputan         | Stratovolcan      | +01 784,     | 2020              | Sulawesi | 1° 06′ N, 124° 44′ E |
| Tondano         | Caldeira          | +01 202,     | ?                 | Sulawesi | 1° 14′ N, 124° 50′ E |
| Tongkoko        | Stratovolcan      | +01 149,     | 1880              | Sulawesi | 1° 31′ N, 125° 12′ E |
| Volcan sans nom | Volcan sous-marin | −05 000,     | ?                 | -        | 3° 58′ N, 124° 10′ E |

### Halmahera

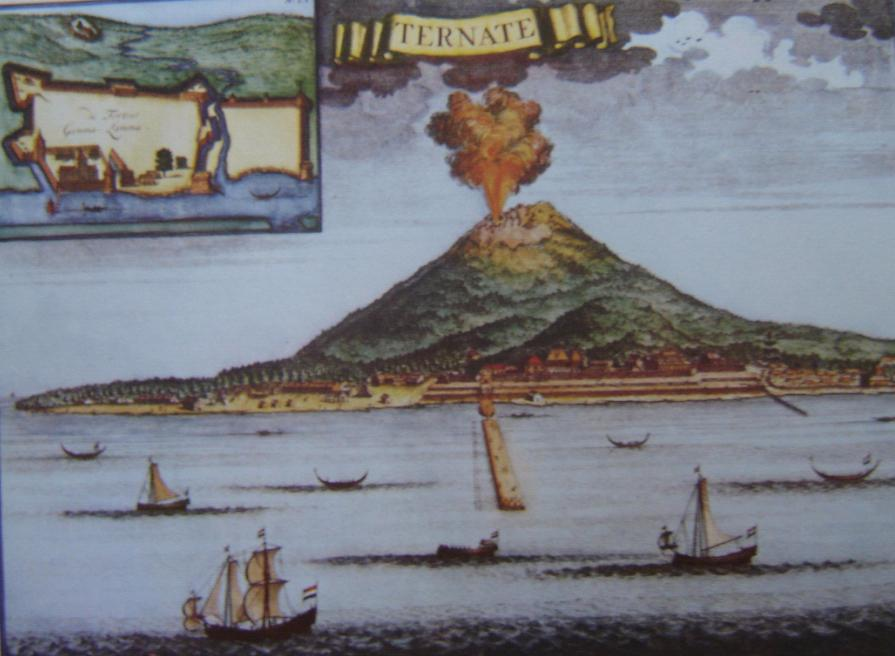
Illustration de l'éruption du Gamalama (alors nommé Ternate) au début des années 1700.

L'île d'Halmahera, dans le nord de l'archipel des Moluques, s'est formée par le mouvement de trois plaques tectoniques, créant deux chaînes de montagnes se croisant et ainsi quatre péninsules séparées par trois baies profondes. Un arc volcanique s'étend du nord au sud sur le côté occidental d'Halmahera, ainsi que sur certaines îles volcaniques comme Ternate ou Tidore.
| Nom            | Forme              | Altitude (m) | Dernière éruption | Île       | Coordonnées          |
| -------------- | ------------------ | ------------ | ----------------- | --------- | -------------------- |
| Amasing        | Stratovolcan       | +01 030,     | ?                 | Bacan     | 0° 32′ S, 127° 29′ E |
| Bibinoi        | Stratovolcan       | +00900,      | ?                 | Bacan     | 0° 46′ S, 127° 43′ E |
| Dukono         | Volcan complexe    | +01 335,     | Depuis 1933       | Halmahera | 1° 41′ N, 127° 53′ E |
| Gamalama       | Stratovolcan       | +01 715,     | 2016              | Ternate   | 0° 48′ N, 127° 20′ E |
| Mont Gamkonora | Stratovolcan       | +01 635,     | 2007              | Halmahera | 1° 23′ N, 127° 32′ E |
| Hiri           | Stratovolcan       | +00630,      | ?                 | Hiri      | 0° 54′ N, 127° 19′ E |
| Mont Ibu       | Stratovolcan       | +01 325,     | Depuis 2008       | Halmahera | 1° 29′ N, 127° 38′ E |
| Jailolo        | Stratovolcan       | +01 130,     | ?                 | Halmahera | 1° 05′ N, 127° 25′ E |
| Makian         | Stratovolcan       | +01 357,     | 1988              | Makian    | 0° 19′ N, 127° 24′ E |
| Mare           | Stratovolcan       | +00308,      | ?                 | Mare      | 0° 34′ N, 127° 24′ E |
| Moti           | Stratovolcan       | +00950,      | ?                 | Moti      | 0° 27′ N, 127° 24′ E |
| Tarakan        | Cône pyroclastique | +00318,      | ?                 | Halmahera | 1° 50′ N, 127° 50′ E |
| Tidore         | Stratovolcan       | +01 730,     | ?                 | Tidore    | 0° 39′ N, 127° 24′ E |
| Tigalalu       | Stratovolcan       | +00422,      | ?                 | Kayoa     | 0° 04′ N, 127° 25′ E |
| Tobaru         | Inconnu            | +01 035,     | ?                 | Halmahera | 1° 38′ N, 127° 40′ E |
| Todoko-Ranu    | Caldeira           | +00979,      | ?                 | Halmahera | 1° 15′ N, 127° 28′ E |